# Winnetou
Winnetou est un Apache de fiction créé par le romancier allemand Karl May pour un roman publié en 1879 et qui a été développé dans la trilogie Winnetou publiée en 1893. Son frère de sang est Old Shatterhand.
Immensément populaires, ces romans ont inauguré une mode du western en Allemagne. Ils ont fait l'objet de plusieurs adaptations cinématographiques, télévisées et en bande dessinée. Des spectacles lui ont également été consacrés.

## Histoire du personnage
Winnetou est le fils d'Intschu-tschuna, le chef des Apaches Mescaleros. Il a une sœur qui s'appelle Nsho-tschi. Il a appris à lire et à écrire comme sa sœur par l'intermédiaire de Kleki-Petra, le « père blanc » qui habitait dans leur communauté. Winnetou est un chef très respecté, intelligent et courageux. Il est connu pour manier un « fusil argenté » (avec des clous d'argent) et pour être le frère de sang d'Old Shatterhand.
Au cours du roman Winnetou I, une compagnie ferroviaire prévoit de poser une voie ferrée qui passe sur le territoires des Apaches. Une expédition vient faire des mesures (avec entre autres un jeune ingénieur allemand prénommé Old Shatterhand et Sam Hawkins) et ne tarde pas à entrer en conflit avec les Amérindiens. Old Shatterhand estime que les blancs sont injustes envers les Apaches et il va libérer Winnetou et son père lorsqu'ils seront fait prisonniers. Après cela, Winnetou et Old Shatterhand deviennent amis et « frères de sang ». Il était prévu qu'Old Shatterhand épouse Nsho-tschi, mais elle est tuée en même temps que Kleki-Petra et Intschu-tschuna lorsqu'ils vont chercher de l'or. Winnetou va pourchasser les assassins dans les volumes suivants.

## Cinéma
- 1962 : Le Trésor du lac d'argent (Der Schatz im Silbersee) d'Harald Reinl avec Lex Barker, Pierre Brice et Karin Dor
- 1963 : La Révolte des Indiens Apaches de Harald Reinl avec Lex Barker et Pierre Brice
- 1964 : Le Trésor des montagnes bleues (Winnetou II) de Harald Reinl avec Lex Barker, Pierre Brice, Karin Dor, Klaus Kinski et Mario Girotti (Terence Hill)
- 1964 : Parmi les vautours (Unter Geiern) de Alfred Vorherr avec Stewart Granger, Pierre Brice, Elke Sommer, Götz George et Mario Girotti (Terence Hill)
- 1964 : Les Cavaliers rouges (Old Shatterhand) de Hugo Fregonese avec Lex Barker, Pierre Brice, Daliah Lavi et Guy Madison
- 1965 : L'Appât de l'or noir (Der Ölprinz) de Harald Philipp avec Stewart Granger, Pierre Brice, Uschi Glas, Mario Girotti (Terence Hill) et Macha Méril
- 1965 : Massacre à la frontière (Old Surehand, 1. Teil) de Alfred Vohrer avec Stewart Granger, Pierre Brice, Letícia Román et Mario Girotti (Terence Hill)
- 1965 : Winnetou III (Winnetou, 3. Teil) de Harald Reinl avec Lex Barker et Pierre Brice
- 1966 : Le Jour le plus long de Kansas City (Winnetou und das Halbblut Apanatschi) de Harald Philipp, avec Lex Barker et Pierre Brice
- 1966 : Tonnerre sur la frontière (Winnetou und sein Freund Old Firehand) d'Alfred Vohrer, avec Rod Cameron et Pierre Brice
- 1966 : Le Trésor de la vallée de la mort (Winnetou und Shatterhand im Tal der Toten) de Harald Reinl, avec Lex Barker et Pierre Brice

## Télévision
- 1980 : Winnetou, le Mescaléro [Mein Freund Winnetou] Série germano-franco-suisse réalisée par Marcel Camus, en 14 épisodes de 25 minutes et produite par Antenne 2, la WWF de Cologne et la SRG de Berne. L'acteur français Pierre Brice y reprend le rôle de Winnetou.
- 2016 : Winnetou (de) (Winnetou – Der Mythos lebt) de Philipp Stölzl

## Polémique
En 2022, la télévision allemande ARD annonce qu'elle ne diffusera plus Winnetou. Selon des militants de gauche, elle serait une œuvre raciste. En août, des militants d'extrême gauche s'en sont également pris sur Internet à la maison d'édition allemande Ravensburger, qui voulait rééditer des livres pour enfants avec Winnetou. Après des critiques et des accusations de stéréotypes raciaux et d'appropriation culturelle inappropriée, il a été décidé de retirer les livres et autres matériels du film Der junge Häuptling Winnetou (Le jeune chef Winnetou) de la vente. Cette décision a provoqué des critiques accusant l'éditeur de tomber dans la cancel culture. #Winnetou est devenu un sujet tendance en ligne avec une majorité d'avis furieux contre ce que le tabloïd allemand Bild nomme « l'hystérie éveillée ».
Pour Scott Roxborough, qualifier May et son Amérique imaginaire de raciste et d'impérialiste, c'est ignorer à quel point, pour l'époque, Winnetou était radical. Un siècle avant le film western épique de Kevin Costner en 1990, Karl May avait renversé la représentation traditionnelle des « Indiens sauvages » et des « cowboys civilisés », dépeignant les Amérindiens (au moins Winnetou et ses amis) comme les héros, et les colons blancs principalement en tant que méchants. Selon lui, grâce en grande partie à Karl May, les Amérindiens jouissent d'une estime quasi universelle dans la société allemande, même si l'image que l'Allemand moyen se fait des Autochtones n'a que peu de rapport avec la réalité. Dans son livre de 2020 Indianthusiasm, l'historien et spécialiste des études autochtones Hartmut Lutz, critique acerbe de Karl May, admet que les fantasmes d'évasion de l'auteur ont également stimulé l'intérêt pour la culture autochtone et inspiré des générations d'universitaires allemands à découvrir la vérité derrière les contes.
Robert Packard, un descendant de la tribu Sioux, juge la décision de l'éditeur de retirer les livres de la vente « excessive ». Il souligne en outre un problème traditionnel des militants woke : ils veulent interdire Winnetou et prétendent représenter les intérêts des minorités, mais ils ont oublié de demander leur avis à celles-ci.